# Cassadaga
Cassadaga es una villa ubicada en el condado de Chautauqua en el estado estadounidense de Nueva York. En el año 2000 tenía una población de 676 habitantes y una densidad poblacional de 296 personas por km².

## Geografía
Cassadaga se encuentra ubicada en las coordenadas 42°20′29″N 79°18′56″O / 42.34139, -79.31556.

## Demografía
Según la Oficina del Censo en 2000 los ingresos medios por hogar en la localidad eran de $43,359, y los ingresos medios por familia eran $52,500. Los hombres tenían unos ingresos medios de $32,083 frente a los $21,500 para las mujeres. La renta per cápita para la localidad era de $20,361. Alrededor del 2.4% de la población estaban por debajo del umbral de pobreza.